# Lithotripsie

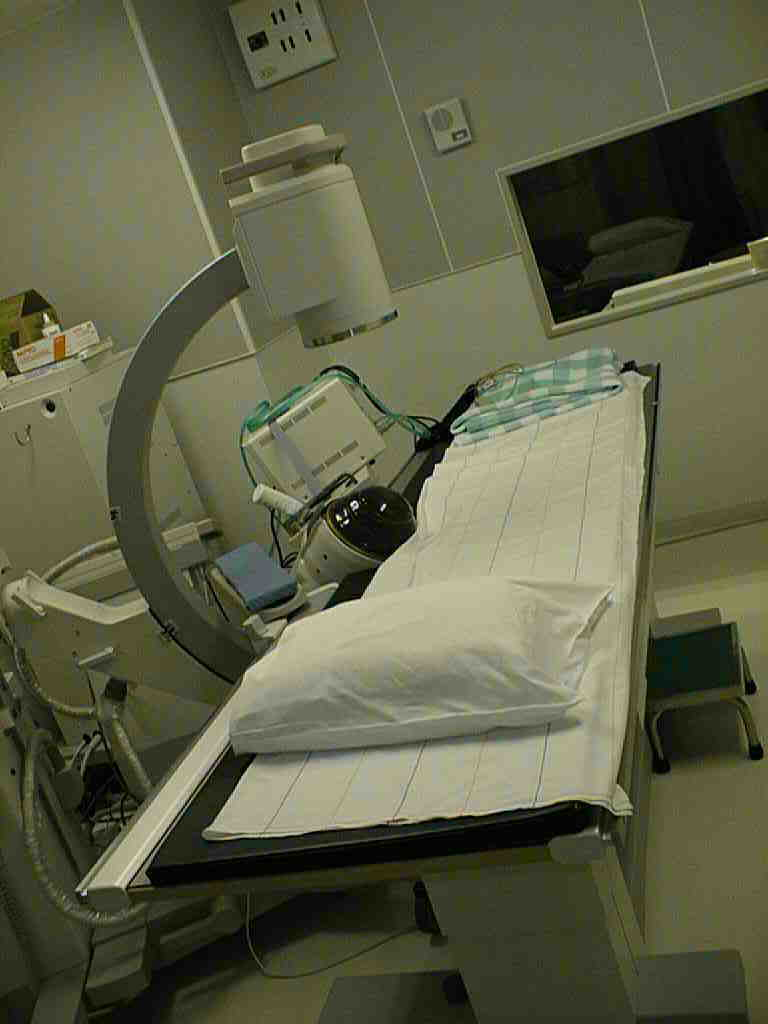
Lithotripter zur extrakorporalen Stoßwellenlithotripsie

Die Lithotripsie oder Lithotrypsie (von altgriechisch λίθος lithos, deutsch ‚Stein‘ und τρίβειν triptein, deutsch ‚reiben‘) ist ein Behandlungsverfahren zur Zertrümmerung von Konkrementen, in der Urologie von Harnsteinen in der Gastroenterologie von Gallen- und Bauchspeicheldrüsengangsteinen. Sie soll es ermöglichen, so kleine Bruchstücke zu erzeugen, dass sie auf natürlichem Weg abgehen oder zumindest entfernt werden können. Prinzipiell gibt es zwei Möglichkeiten: durch Stoßwellen von außen oder durch verschiedene physikalische Verfahren, die über ein eingeführtes Endoskop direkt auf den Stein angewendet werden. Geräte zur Lithotripsie nennt man Lithotripter.
Die Lithotripsie hat in der Urologie heute weitestgehend die chirurgische Entfernung (Lithotomie) von Steinen aus den Harnorganen ersetzt. In der Gastroenterologie wird sie bei Gallensteinen eingesetzt, wenn die Steinauflösung mit Ursodesoxycholsäure oder die primäre Entfernung mittels endoskopisch retrograder Cholangiopankreatikographie nicht möglich ist. In der Tiermedizin wird das Verfahren zunehmend auch zur Harnsteinentfernung eingesetzt, allerdings sind Lithotripter nur in relativ wenigen Einrichtungen verfügbar.

## Urologie

### Steinzertrümmerung von außen (extrakorporale Lithotripsie)
Die extrakorporale Stoßwellenlithotripsie (ESWL) wurde 1980 erstmals am Universitätsklinikum Großhadern mit einem von den Dornier-Werken entwickelten Gerät durchgeführt. Die neueren Geräte verfügen über eine wassergefüllte Silikonhülle (Koppelbalg) über die mit einem Stoßwellengenerator erzeugte Wellen über eine akustische Linse auf den Stein gerichtet werden. Die Behandlung kann ohne Narkose erfolgen, es sind lediglich Schmerzmittel und ein Gehörschutz notwendig. Mehr als 80 % der Harnsteine können mit ESWL zertrümmert werden. Der Erfolg ist vor allem von Steingröße, -lokalisation und -art (und damit Härte) sowie vom Haut-Stein-Abstand abhängig. Bei Steingrößen > 2 cm empfehlen die internationalen Leitlinien keine ESWL mehr. Kontraindikationen sind Gerinnungsstörungen, Schwangerschaft, unbehandelte Harnwegsinfekte, Nephrokalzinose, Oxalose, ein Aneurysma im Zielgebiet, Obstruktionen im Abflussgebiet, Bluthochdruck und Pankreatitis.

Schema der retrograden Entfernung von Harnleitersteinen mit dem Endoskop

### Steinzertrümmerung von innen (intrakorporale Lithotripsie)
Bei der Lithotripsie von innen ist ein endourologisches Verfahren, bei dem ein Endoskop, je nach Lokalisation des Steins entweder über die Harnröhre (retrograde Uroskopie) oder über das Nierenbecken (perkutane antegrade Ureteroskopie) zum Stein geführt wird. Der französische Chirurg Jean Civiale entwickelte schon in den 1820er Jahren ein Gerät zur mechanischen Zerkleinerung von Blasensteinen, welches über die Harnröhre in die Harnblase eingeführt werden konnte. 1983 konnten Huffman und Mitarbeiter erstmals einen Stein mittels Ultraschall zertrümmern, 1990 kam erstmals ein pneumatischer Lithotripter und 1995 erstmals ein Holmium-Yttrium-Aluminium-Granat-Festkörperlaser (Ho:YAG-Laser) zur Uretersteinzertrümmerung zum Einsatz.

#### Laser-Lithotripsie
Holmium-Laser (Ho:YAG) sind gegenwärtig am häufigsten im Einsatz, da ihre geringe Energie selbst bei einem geringen Abstand von 0,5 mm kaum zu Perforationen der Wand führt. Laser mit einer Wellenlänge von 365 μm sind am effektivsten und verdampfen den Stein in feine Bläschen. Nachteilig ist die mögliche Rückwärtsbewegung (Retropulsion) von Steinfragmenten. In jüngerer Zeit werden auch zunehmend Thulium-Faserlaser (TFL) eingesetzt. Ihr großer Vorteil ist, dass die Sonden nur 50 μm groß sind, nur 0,025 Joule Energie benötigen und Pulsraten bis zu 2000 Hz ermöglichen, die noch kleinere Steinfragmente und kaum eine Repulsion erzeugen. Derzeit ist noch nicht absehbar, inwieweit die Thulium-Faserlaser die Holmium-Laser ablösen werden, weil dazu umfangreichere klinische Studien fehlen. Es gibt mittlerweile auch Geräte mit der Kombination beider Laserverfahren.

#### Ultraschall- und pneumatische Lithotripsie

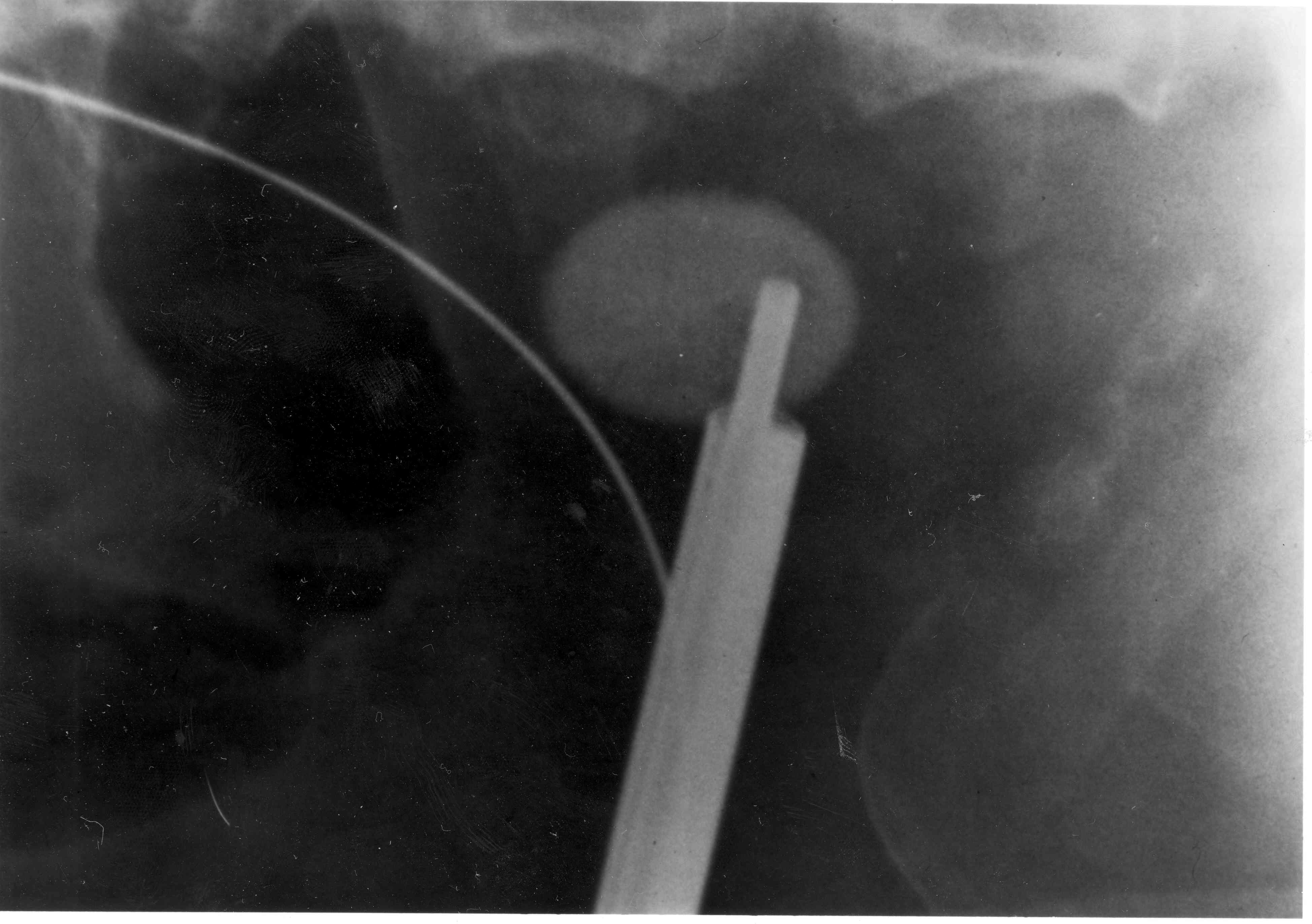
Ultraschallsonde bei der Lithotripsie eines Nierensteins

Am effektivsten ist die Kombination von Ultraschall mit pneumatischen Druckwellen (Lithoklast). Ein beweglicher Stein muss hierzu sanft fixiert, sehr glatte Steine müssen unter Umständen vorher angebohrt werden. Eine Frequenz von 2 bis 4 Hertz ermöglicht eine gleichzeitige Wirkung von Ultraschall- und Schallwellen, Frequenzen um 12 Hz würden nur eine pneumatische Wirkung erreichen, da die Ultraschallwellen kaum mehr mit dem Stein in Kontakt kommen. Nachteilig ist, da ab einer bestimmten Trümmergröße die Steinfragmente so mobil sind, dass sie kaum noch Angriffsfläche für die Wellen bieten.

#### Elektrohydraulische Lithotripsie

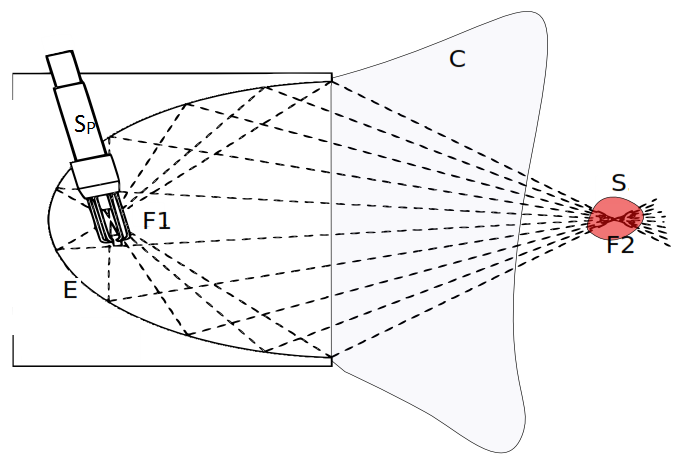
Schema der Funktionsweise eines elektrohydraulischen Lithotripters

Die elektrohydraulische Lithotripsie basiert auf einer Funkenentladung zwischen einer zentralen und koaxialen Elektrode. Sie birgt die Gefahr der Perforation der Harnwegswand, von Blutungen der Schleimhaut oder der Zerstörung der Linse des Endoskops, weshalb sie heute keine Anwendung mehr findet.

## Gastroenterologie
In der Gastroenterologie wird bei Gallensteinen zunächst die mechanische Lithotripsie versucht. Führt dies nicht zum Erfolg können intrakorporale Laserlithotripsie, elektrohydraulische Lithotripsie oder extrakorporale Stoßwellenlithotripsie eingesetzt werden, wobei letztere in der Effektivität leicht unterlegen ist.

## Tiermedizin
In der Tiermedizin wird die Lithotripsie nahezu ausschließlich bei Harnsteinen durchgeführt. Wegen des hohen apparativen Aufwands und der geringen Verfügbarkeit entsprechender Geräte werden sie häufig noch klassisch chirurgisch entfernt. Die größte Rolle spielt das Verfahren gegenwärtig bei Pferden, da hier die klassische perineale Urethrotomie häufiger mit Komplikationen verbunden ist. Hier werden entweder Holmium-Laser oder elektrohydraulische Lithotripter eingesetzt. Auch bei Hunden wurden endoskopisch geführte pneumatische und Laser-Lithotripter erfolgreich eingesetzt.
Bei Katzen sind die Harnwege so eng, dass eine endoskopische Lithotripsie wenig praktikabel ist. Zudem sprechen die häufigen relativ harten Calciumoxalatsteine schlecht auf eine Schockwellentherapie an. Daher gibt es bislang nur eine Studie, in der ein für Katzen speziell angefertigtes System für eine perkutane ultraschallbasierte Schockwellentherapie eingesetzt wurde.
Einzeldarstellungen gibt es auch für Hausrinder und Delfine.